# Coris debueni
Coris debueni là một loài cá biển thuộc chi Coris trong họ Cá bàng chài. Loài này được mô tả lần đầu tiên vào năm 1999.

## Từ nguyên
Từ định danh của loài được đặt theo tên của Fernando de Buen y Lozano, nhà ngư học kiêm hải dương học người Tây Ban Nha, người đã có ý định mô tả loài cá này.

## Phạm vi phân bố và môi trường sống
C. debueni là một loài đặc hữu của đảo Phục Sinh. C. debueni sống gần các rạn san hô trên nền đáy cát và đá vụn ở độ sâu đến ít nhất là 60 m; cá con thường được tìm thấy trong các hồ thủy triều, nhưng vẫn có thể được quan sát ở vùng nước sâu hơn.

## Mô tả
C. debueni có chiều dài cơ thể tối đa được ghi nhận là 27 cm. Cá con có các vệt đốm trắng ở thân dưới và bụng. Cá cái có một dải sọc sẫm ở thân trên, từ mõm băng qua mắt đến cuống đuôi. Thân dưới và bụng màu trắng. Có đốm đen ở nắp mang. Các vây trong suốt. Cá đực trưởng thành có các đường sọc màu xanh sáng ở hai bên thân và trên đầu. Đuôi tròn.
Số gai vây lưng: 9; Số tia vây ở vây lưng: 12; Số gai vây hậu môn: 3; Số tia vây ở vây hậu môn: 12.

## Sinh thái học
Thức ăn chủ yếu của C. debueni là động vật thân mềm, nhưng chúng cũng ăn các loài thủy sinh không xương sống khác, bao gồm: chân bụng (chủ yếu là Maculastrombus maculatus), thân mềm hai mảnh vỏ (vẹm và các loài Lima), sao biển đuôi rắn, giáp xác (gồm cua ẩn sĩ và cua Trapezia) và cầu gai.
C. debueni là một loài chị em với Coris roseoviridis, một loài có phạm vi giới hạn ở các quần đảo Nam Thái Bình Dương.